# Абабель Єшанех
Абабель Єшанех Бірхане (англ. Ababel Yeshaneh Birhane, нар. 22 липня 1991) — ефіопська легкоатлетка, яка спеціалізується у бігу на довгі дистанції та шосейному бігу, учасниця Олімпійських ігор-2016 (14 місце в бігу на 5000 метрів), рекордсменка світу з напівмарафону в змішаному забігу.

## Спортивна кар'єра
21 лютого 2020 на Рас-ель-Хайманському напівмарафоні встановила новий світовий рекорд у напівмарафоні для жінок у змішаних забігах (1:04.31), перевершивши попереднє досягнення кенійки Джойсілін Джепкосгей (1:04.51), встановлене у 2017.
17 жовтня 2020 була п'ятою на чемпіонаті світу з напівмарафону (1:05.41) та стала чемпіонкою в складі ефіопської збірної за підсумками командного заліку.

## Основні міжнародні виступи
| Рік  | Змагання                        | Місто          | Місце | Дисципліна   | Примітки    |
| ---- | ------------------------------- | -------------- | ----- | ------------ | ----------- |
| 2013 | Чемпіонат світу                 | Москва         | 9     | 10000 м      |             |
| 2016 | Олімпійські ігри                | Ріо-де-Жанейро | 14    | 5000 м       |             |
| 2019 | Токійський марафон              | Токіо          | 6     | марафон      |             |
| 2019 | Чиказький марафон               | Чикаго         | 2     | марафон      |             |
| 2020 | Чемпіонат світу з напівмарафону | Гдиня          | 5     | напівмарафон | [ 3 ] [ 4 ] |